# Osso alveolare
L'osso alveolare è una componente del parodonto, costituisce l'apparato d'attacco dei denti, si sviluppa in concomitanza con essi a partire sia da cellule provenienti dal follicolo dentale che da cellule indipendenti dall'odontogenesi. 

## Descrizione
Le pareti degli alveoli, a contatto con il legamento parodontale, sono rivestite da osso compatto, mentre l'area compresa tra gli alveoli è occupata da osso spugnoso (trabecolare). Nella regione dei denti frontali e dei premolari l'osso compatto è sottile vestibolarmente e più spesso lingualmente; viceversa nei molari l'osso compatto è più spesso nella superficie buccale. Talvolta, perlopiù a livello degli elementi frontali, l'osso compatto può essere così esiguo da determinare in alcune porzioni radicolari delle fenestrazioni, che espongono la radice al contatto diretto con la gengiva determinando una minore capacità di attacco dentale.
L'osso alveolare è continuamente rinnovato in risposta alle esigenze funzionali: così, quando un dente viene perso, o per essere più precisi quando la radice del dente viene persa, l'osso alveolare non svolge più la sua funzione di sostegno.

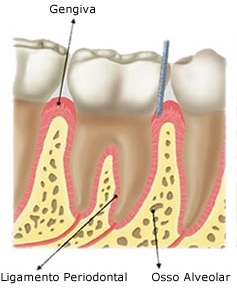

Non si ha più un carico masticatorio, trasmesso dal dente all'osso alveolare; esso quindi è generalmente predestinato ad andare incontro a riassorbimento senza nuova apposizione ossea, cioè a ridursi fino a scomparire. Il sovrastante osso basale del mascellare superiore (parlando di un dente mancante superiore) o il sottostante osso basale della mandibola (parlando di un dente mancante inferiore) sono invece destinati a mantenere intatte le proprie dimensioni a prescindere dalla presenza dei denti.
Ciò risponde ad un criterio biologico: quando un organo o apparato non svolge più la funzione per cui si era generato e sviluppato, è destinato alla involuzione e scomparsa (salvo che "strada evolutiva facendo" non assuma una funzione nuova e utile per l'organismo).
Quanto sopra descritto è una nozione fondamentale che, insieme ad altre importanti motivazioni terapeutiche, inducono qualunque dentista a consigliare di reintegrare quanto prima elementi dentari persi (tramite la protesi dentaria, oppure con l'implantologia).

## Patologie
L'osso alveolare può essere riassorbito anche in corso di parodontopatia, ovvero di infezioni batteriche provenienti dalla cavità orale che riescono ad infiltrarsi e riprodursi nella zona d'attacco del dente. In seguito alla terapia e al mantenimento di un'igiene orale impeccabile il danno può essere ridotto, ma difficilmente si può sperare una restitutio ad integrum senza tecniche di rigenerazione ossea guidata.